# Fábián András (mérnök)
Fábián András (Budapest, 1909. május 8. – Budapest, 1944. június 27.) magyar okleveles gépészmérnök, repülőgép-tervező és pilóta.

## Életpálya
Fábián Béla és Fehér Julianna fiaként született. A Lónyay Utcai Református Gimnáziumi érettségi után az Albrecht laktanyában tüzérségi kiképzésben részesült.
Pilótaképzését a titkos légierőben, a szombathelyi és a szegedi REGVI-ben kapta, ahol a közelfelderítőktől hadnagyként szerelt le 1930-ban. A tartalékos pilóták rendszeres fegyvergyakorlatai során később repülő főhadnaggyá léptették elő.
Műegyetemi évei alatt 1931-től az MSrE (Műegyetemi Sportrepülő Egyesület) tagjaként aktívan részt vett az egyesület munkájában. Apród elnevezésű iskolagépével a MSrE egyik belső pályázatát megnyerte, és maga is zsűrizett géptervezési versenyt az egyesületben. Számos csillagtúrán és külföldi úton vett részt az egyesületi BL és Gerlegépekkel, és rendszeresen bemutatózott a Galamb-Dóczy-Fábián kötelékkel különböző repülőrendezvényeken. Egyetemi évei során korrepetálásból, légi szórólapozásból és pilótaoktatásból tartotta fenn magát.
1935. június 29-én Pestszentlőrincen feleségül vette Barna Klárát.
Első munkahelyén, a Weiss Manfréd Rt-nél 1936-ban helyezkedett el mint műszaki rajzoló, majd a WM rajzterem vezetőjévé nevezték ki.
Mint önálló pályázó, Levente jeligével pályamunkát adott be a Légügyi Hivatal által 1938-ban meghirdetett iskolagép-tervezési pályázatra, ahol első helyen végzett. Felsőszárnyas, egymás mögötti üléses, nyitott Levente típusú iskolagépének (más néven: kiképző-repülőgép) megépítése után a Honvédelmi Minisztérium a gép sorozatgyártása és a Légierőben való rendszeresítése mellett döntött. A végleges, szériagyártásra átalakított repülőgépet Levente II.-nek nevezte el, és az Uhri testvérekkel közösen 1942-ben részvénytársaságot alapított Repülőgépgyár Rt. néven a Levente II. gyártására. A Levente II.-ből a Honvédelmi Minisztérium összesen 140 darabot rendelt meg. 1944 végéig összesen 90 darab Levente II.-t készített el a Repülőgépgyár Rt.: 4 db prototípust és 86 db szériagépet. A gyártás kezdetben Csepelen, majd 1944-től Mátyásföldön (Ikarus-gyár elődje) folyt. Fábián mint műszaki igazgató az államkölcsönből épülő mátyásföldi gyár kialakításában, felszerszámozásában és technologizálásában fontos szerepet vállalt.
További két repülőgépet tervezett: a Honvéd típusú kétmotoros, négyüléses könnyűbombázó iskolagépet és a Mokány elnevezésű vadászgyakorló repülőgépet, melyeket a Légierő ezúttal is sorozatgyártásra szánt, azonban ez a háború végével meghiúsult. Repülőgépei tervezésében részt vett Pap Márton és Temesfőy József mérnök is.
1944. június 27-én amerikai légitámadás érte Budapestet. A bombázás során a Repülőgépgyár Rt. mátyásföldi telepe nem szenvedett jelentős sérüléseket, de Fábián András a Ferenc József laktanya közelében a bombatámadásban életét vesztette.

## Sportegyesületei
- Műegyetemi Sportrepülő Egyesület

## Külső hivatkozások
- www.levente2.hu